# Terminal Internacional de Manzanillo
La Terminal Internacional de Manzanillo está situado al este de la apertura del Atlántico del Canal de Panamá en la bahía de Manzanillo, provincia de Colón, en el país centroamericano de Panamá. 
La instalación es un centro de distribución de carga destinado a las ciudades dentro de Panamá y países vecinos de América Central y el Caribe. Es una de las mayores terminales de trasbordo de contenedores en la región y tiene acceso directo a la Zona Libre de Colón (ZLC).
El área del proyecto, conocida entonces como South Coco Solo, era una base de hidroaviones de la Marina de los EE. UU. durante la era de la Segunda Guerra Mundial. La base volvió a Panamá en virtud de los Tratados Torrijos-Carter de 1977. 
Durante la década de 1980, el área fue utilizada como un centro de instalación y distribución de almacenamiento para vehículos para América Latina.
Para agosto de 1993, con la entrada de la multinacional SSA Marine, el concepto original se convirtió en un proyecto para crear un centro de trasbordo de contenedores de clase mundial equipado con más de 1.200 metros de atraque, grúas y una moderna terminal con sistemas informáticos de gestión. El puerto inició operaciones el 16 de abril de 1995.